# La Neuville-Housset

La Neuville-Housset este o comună în departamentul Aisne din nordul Franței. În 1 ianuarie 2022 avea o populație de 63 de locuitori.